# Discoptila willemsei
Discoptila willemsei is een rechtvleugelig insect uit de familie krekels (Gryllidae). De wetenschappelijke naam van deze soort is voor het eerst geldig gepubliceerd in 1975 door Karaman.